# George Washington University Hospital
El Hospital de la Universidad George Washington es un hospital con fines de lucro, ubicado en Washington D. C. en los Estados Unidos. Está afiliado a la Facultad de Medicina y Ciencias de la Salud de la Universidad George Washington . El complejo actual fue inaugurado el 23 de agosto de 2002, contando con 371 camas en un edificio de 400 000 pies cuadrados (37 200 m2), albergando más de $45 millones en equipos médicos y su sola construcción costó más de $96 millones. El hospital cuenta con la licencia del Departamento de Asuntos del Consumidor y Normativos del Distrito de Columbia y está acreditado por la Comisión Conjunta de EE. UU.
Desde 1997, el Hospital de la Universidad George Washington ha sido propiedad y operado conjuntamente por una sociedad entre una subsidiaria de Universal Health Services y la Universidad George Washington .

## Historia
Fundada en 1824 como un departamento médico en Columbian College (ahora llamada Universidad George Washington), la Escuela de Medicina GW fue la undécima en la nación.[¿dónde?] y la primera en la capital del país.
- 1824 El primer departamento médico de George Washington se ubicó en el centro de Washington D. C., en las calles 10th y E, cerca del Teatro Ford. En la década de 1840, se trasladó a un edificio más grande en la Judiciary Square como departamento de enfermería, que posteriormente se convirtió en el primer hospital general de la capital del país.[3]
- 1853 Cuando la Enfermería de George Washington se amplió para permitir que el plan de estudios incluyera formalmente estudios clínicos, lo que significó que la universidad se convirtió en una de las primeras del país en enseñar medicina clínica.[3]
- 1861 La enfermería fue recuperada por el gobierno para su uso como hospital militar para las víctimas de la Guerra Civil y fue destruida por un incendio poco después.[3]
- 1863 La facultad de medicina reabrió, después del incendio, en la Oficina de la Constitución en E Street.[3]
- 1868 El hospital y la escuela de medicina se trasladan a la antigua ubicación de los especímenes del Museo Médico del Ejército, 1335 H Street.[3]
- 1904 La Facultad de Medicina y el Hospital de la Universidad de Columbia se volvieron a dedicar a la Facultad de Medicina y el Hospital de la Universidad George Washington. En ese momento, la facultad contaba con muchos de los médicos más destacados del país, incluido el Mayor Walter Reed, quien identificó al mosquito como el portador de la fiebre amarilla; el Dr. Theobald Smith, cuya investigación pionera en la identificación de gérmenes como causa de enfermedades cambió el curso de la medicina; y el Dr. Frederick Russell, quien introdujo la vacuna contra la fiebre tifoidea en el Ejército.[3]
- 1928 El Departamento de Medicina se convierte en la Escuela de Medicina, la Escuela de Enfermería y el Hospital Universitario.[3]
- 1948 El Hospital George Washington se muda a Foggy Bottom en 901 23rd Street (justo enfrente de la ubicación actual) y alberga 501 camas para pacientes. En el momento de su dedicación inauguración, era el edificio privado más grande del Distrito de Columbia.[3]
- 1981 El presidente Ronald Reagan acudió de urgencia al Departamento de Emergencias del Hospital George Washington después de un intento de asesinato, sufriendo heridas de bala en el pecho y en la parte inferior del brazo derecho. Más tarde, el centro pasa a llamarse Reagan, quien sobrevivió al ataque.[3]
- 1996 El programa de mamografía móvil del Hospital George Washington Medical Facultad Associates tiene como objetivo hacer posible la detección temprana del cáncer de mama para salvar vidas para todas las mujeres en DC, independientemente de su capacidad de pago. Este programa vital todavía se ofrece hoy.[3]
- 1997 Universal Health Services compra una participación del 80% en el hospital y se hace cargo de las operaciones diarias de la universidad[3]
- 2002 El Hospital George Washington se muda al 900 23rd Street, NW. La instalación de 371 camas es el primer hospital nuevo en DC en más de 20 años.[3]
- 2019 El Hospital George Washington abre su nuevo helipuerto en la azotea construido en las instalaciones del hospital existente que se inauguró originalmente en 2002.[4] La aprobación para agregar esto requería anular una ley existente de DC que había estado vigente desde la década de 1980 que prohibía la construcción de nuevos helipuertos dentro del Distrito.[5] La ley revisada recientemente permite que los Centros de Trauma de Nivel I construyan y operen estas instalaciones.[6] El helipuerto es utilizado por empresas privadas como PHI y STAT Medevac para el traslado de pacientes en estado crítico desde hospitales externos que necesitan atención traumatológica, cardíaca o neurológica especializada.[4] Los pacientes con trauma crítico también pueden ser transportados directamente desde la escena del accidente por helicópteros Eagle o por la Policía de Parques de los Estados Unidos o Policía del Estado de Maryland que operan vuelos de evacuación médica de EMS dentro de la región de DC.

## Servicios

### Medicina de emergencia
En la Universidad George Washington, el Instituto Ronald Reagan de Medicina de Emergencia se estableció en 1991. El departamento atiende a casi 85,000 pacientes cada año, incluidas lesiones graves, como un centro de trauma de nivel 1.
El departamento de emergencias del Hospital George Washington consta de: 
- 52 camas de urgencias
- 2 salas de traumatología
- 6 salas de estabilización de cuidados intensivos
- 5 salas de aislamiento con presión negativa
- 12 salas de tratamiento de vía rápida

### Centro de traumatología y cuidados intensivos
El Hospital de la Universidad George Washington es un centro de trauma de nivel I verificado por ACS El Hospital de la Universidad George Washington recibe a los pacientes con traumatismos más graves de Washington D. C. y el área del norte de Virginia, así como transferencias de hospitales desde Maryland, Virginia y Virginia Occidental. En 2018, se aprobó que el hospital construyera un helipuerto después de una batalla de muchos años para cambiar una ley de DC que prohibía la construcción de nuevos helipuertos. La adición de esta capacidad para recibir helicópteros acorta en gran medida el tiempo necesario para transferir pacientes en estado crítico desde otro hospital, o directamente desde una escena de emergencia, para recibir el más alto nivel de atención para pacientes en estado crítico.

### Centro cardiovascular
El Hospital de la Universidad George Washington alberga un programa integral para el tratamiento avanzado de enfermedades cardíacas y trastornos vasculares, diagnósticos no invasivos, cardiólogo intervencionista y laboratorio de cateterismo las 24 horas del día, cateterismo cardíaco, trastornos y tratamientos del ritmo cardíaco y cirugía cardiovascular.

### Centro integral de accidentes cerebrovasculares
El Hospital de la Universidad George Washington alberga un centro integral de accidentes cerebrovasculares que ofrece servicios de accidentes cerebrovasculares agudos las 24 horas para tratar accidentes cerebrovasculares isquémicos, accidentes cerebrovasculares hemorrágicos y hemorragias subaracnoideas. La cobertura para tratamientos endovasculares agudos, procedimientos neuroquirúrgicos y trombolíticos se brinda las 24 horas del día. La atención del accidente cerebrovascular se brinda a través de un enfoque en equipo con equipos compuestos por neurólogos vasculares, neurointervencionistas, neurocirujanos, intensivistas, neurorradiólogos, fisiatras y otros especialistas según lo determinen los requisitos del paciente. El hospital George Washington alberga una unidad de rehabilitación aguda, lo que permite que las víctimas de accidentes cerebrovasculares reciban toda su atención en un solo lugar.

### Liderazgo
Kimberly Russo fue nombrada directora ejecutiva del Hospital de la Universidad George Washington en junio de 2016. Antes de este nombramiento, se desempeñó como directora de operaciones del hospital desde abril de 2009. También se desempeñó anteriormente como directora ejecutiva de servicios de rehabilitación. Tiene una Maestría en Administración de Negocios de la Universidad de Nebraska-Lincoln, a través de un programa de liderazgo colaborativo con Gallup, una Maestría en Ciencias en patología del habla y lenguaje de la Universidad Rush en Chicago, Illinois, y una Licenciatura en Ciencias en patología del habla y audiología del estado de Illinois. Universidad.    
Nicole Dollison ha sido directora de operaciones desde enero de 2017. Antes de eso, se desempeñó como directora de operaciones en Manatee Memorial Hospital en Florida. Tiene una Maestría en Administración de Salud Pública de la Universidad de Nebraska-Omaha.
Bruno Petinaux, MD, ha sido el director médico del Hospital George Washington desde junio de 2017. También se desempeñó como médico de sala de emergencias en el hospital y es profesor asociado en el departamento de medicina de emergencia en la Facultad de Medicina y Ciencias de la Salud de GW.
George Sprinkel fue nombrado director financiero en octubre de 2015. Antes de unirse al Hospital George Washington, Sprinkel fue director financiero en Gateway Medical Center en Tennessee y otros hospitales. Tiene una Maestría en Administración de Empresas de la Universidad de Carolina del Norte en Wilmington.
Peggy Norton-Rosko ha sido directora de enfermería desde junio de 2018. Antes de su trabajo en el Hospital George Washington, fue vicepresidenta y directora de enfermería en Centegra Health System. Tiene un doctorado en Práctica de Enfermería de la Universidad de Chamberlain.